# Donald von Schönberg
Donald von Schönberg (* 20. November 1854 in Herzogswalde (Sachsen); † 26. Februar 1926 in Oberreinsberg) war ein deutscher Rittergutsbesitzer und Hofbeamter.

## Leben
Donald von Schönberg wurde 1854 in Herzogswalde als Sohn des Rittergutsbesitzers Wolf Erich von Schönberg, Herr auf Herzogswalde und Csónak im Komitat Máramaros, und Luise Karoline von Kiel geboren. Nach dem Besuch des Vitzthumschen Gymnasium in Dresden studierte er an der Alma Mater Lipsiensis, der Rheinischen Friedrich-Wilhelms-Universität Bonn und zuletzt wieder in Leipzig Rechtswissenschaften. 1876 wurde er Mitglied des Corps Borussia Bonn. Er legte das sächsische Referendar- und Assessorexamen ab.
Als Königlicher Sächsischer Assessor war von Schönberg Fideikommissherr auf Oberreinsberg, Hörrach und Herzogswalde und Herr auf Csónak. Er war Königlicher Sächsischer Kammerherr. Aus seiner Ehe mit Emma Therese von Osterrieth entstammten eine Tochter und ein Sohn.